# Central Mountain Air
Die Central Mountain Air (CMA) ist eine kanadische Fluggesellschaft mit Sitz und Heimatbasis in Smithers, Kanada. Sie bietet Linien- und Charterflüge zu über 17 Zielen in Kanada an. Die CMA befindet sich in Privatbesitz und beschäftigt derzeit über 300 Mitarbeiter.

## Geschichte
Die Fluggesellschaft wurde 1987 gegründet und nahm im selben Jahr den Flugbetrieb auf. Mit Bestellung der Raytheon Beech 1900D Airliner 1997 wurde CMA Partner von Air Canada und übernahm mehrere Routen von Air BC.
Heute werden nur noch wenige Flüge für Air Canada ausgeführt, die Airline fliegt jetzt unter eigenem Code 9M.
2005 und 2006 wurde die Flotte weiter ausgebaut und mit der  Dornier 328 werden seither auch Charterflüge angeboten.
Central Mountain Air ist die Schwestergesellschaft von Northern Thunderbird Air (NT Air), die Charter- und Frachtflüge von Prince George, Smithers, Mackenzie, Vancouver und Calgary anbietet.

## Flotte

### Aktuelle Flotte
Die Flotte der Central Mountain Air besteht, mit Stand Januar 2024, aus 13 Flugzeugen mit einem Durchschnittsalter von 27,2 Jahren:

### Ehemalige Flugzeugtypen
- 1 de Havilland Canada DHC-2
- 1 Piper PA-31-350
- 14 Beechcraft 1900D

## Zwischenfälle
- Am 18. September 1982 stürzte eine de Havilland Canada DHC-3 Otter der Central Mountain Air (Luftfahrzeugkennzeichen C-FDJA) nahe dem Two Bridge Lake (British Columbia) ab. Alle fünf Insassen starben.[2]

- Am 2. September 1983 verschwand eine Britten-Norman BN-2A-21 Islander der Central Mountain Air (C-GIPF) auf einem Flug von Campbell River nach Smithers. Die Suche wurde nach vier Wochen abgebrochen. Die sieben Insassen wurden für tot erklärt.[3]

- Am 4. April 1991 stürzte eine Douglas DC-3/C-47B-15-DK der Central Mountain Air (C-FQNF) bei schlechtem Wetter auf den zugefrorenen Thutade Lake (British Columbia). Von den sieben Insassen kamen sechs ums Leben, alle drei Crewmitglieder und drei Passagiere.[4]

- Am 14. Januar 1993 stürzte eine Douglas DC-3/C-47A-40-DL der Central Mountain Air (C-FAAM) nahe dem Flugplatz Bronson Creek (British Columbia, Kanada) ab. Der Rollwinkel erhöhte sich während einer Linkskurve in einer Höhe von 800 Fuß auf 90 Grad. Die Flugzeugnase senkte sich in der Folge und das Flugzeug verlor an Höhe, bevor es schließlich auf dem Boden aufschlug. Beide Piloten, die einzigen Insassen, kamen ums Leben.[5]